# Heinrich August Ludwig Wiggers
Heinrich August Ludwig Wiggers ( Altenhagen, Hanover , 12 de junio de 1803 – Gotinga , 13 de febrero de 1880 ) fue un botánico alemán.

## Biografía
En 1835, Wiggers obtuvo su título de doctor en filosofía en la Universidad de Gotinga. Fue farmacéutico de 1816 a 1827. Asumió el cargo de asistente del laboratorio de química de la Universidad de Gotinga, primero bajo la dirección de Friedrich Strohmeyer (1776-1835) y después de Friedrich Wöhler (1800-1882), función que ocupó de 1828 a 1849. Además, fue profesor privatdozent en 1837 y, a partir de 1848, profesor extraordinario de farmacia en esa Universidad. De 1836 a 1850, fue inspector general de las farmacias de Hanover.

## Algunas publicaciones
- Die Trennung und Prüfung metallischer Gifte aus verdächtigen organischen Substanzen : mit Rücksicht auf Blausäure und Opium, 1835
- Grundriss der Pharmacognosie, 1840
- Handbuch der Pharmacognosie, 1864.[1]